# Маллья, Виджай
Виджай Маллья (каннада/конкани: ವಿಜಯ್ ಮಲ್ಯ, род. 18 декабря 1955, Калькутта, Индия) — индийский миллиардер, совладелец и руководитель команды Формулы-1 Force India с 2007 по 2018 год. Сын промышленника Виттала Маллья. Руководитель United Breweries Group и Kingfisher Airlines.

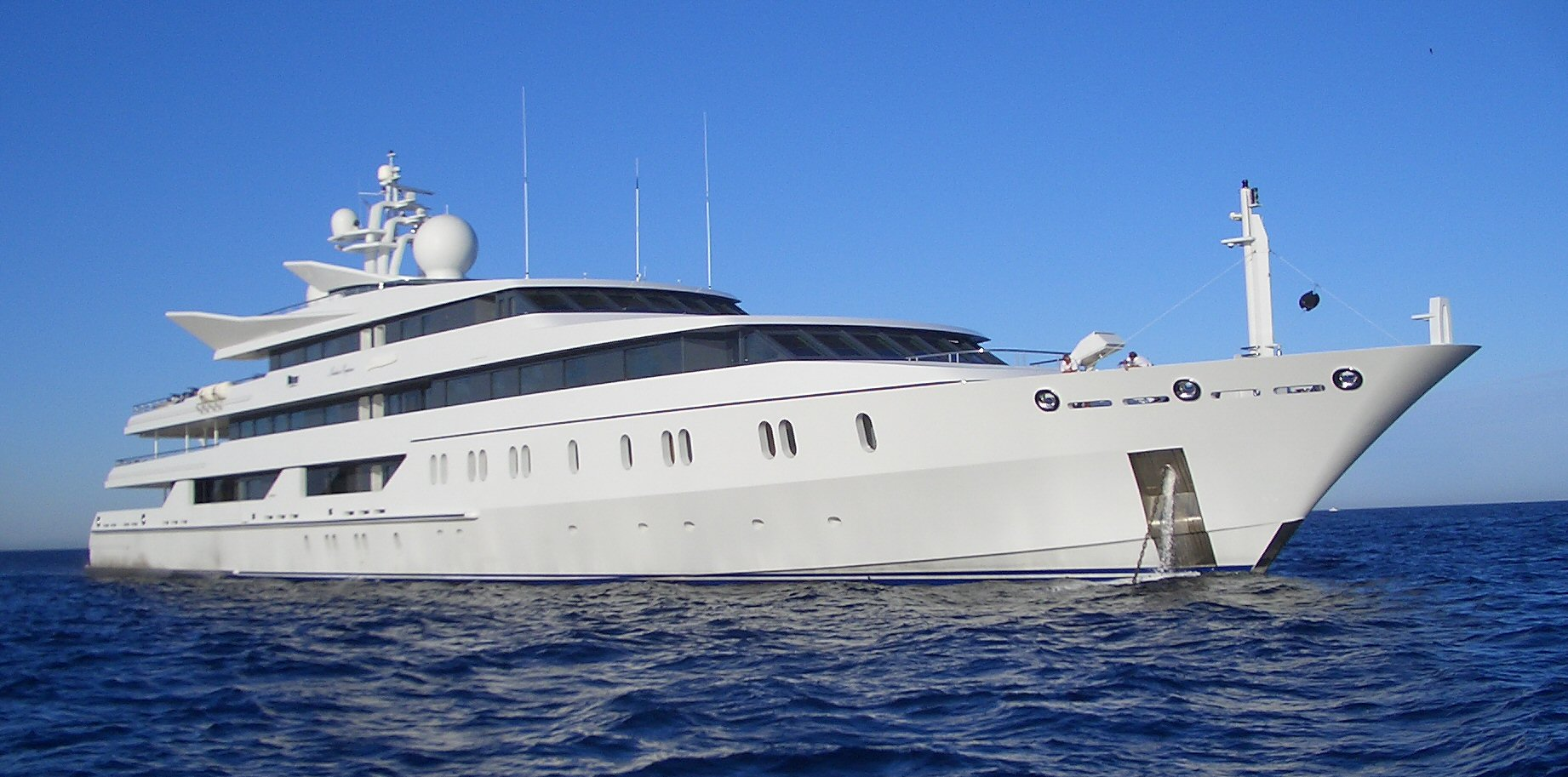
Яхта Виджая Маллья.

В 2008 году Маллья занял 162 и 41 места в числе богатейших людей мира и Индии соответственно с капиталом в 1,2 млрд долларов США. Значительное освещение в прессе имеют его щедрые вечеринки, гостиницы, автомобили, спортивные команды и его яхта Indian Empress — одна из крупнейших в мире. Деятельность Малльи по изданию календаря с фотографиями красивых девушек вдохновила индийского кинорежиссёра Мадхура Бхандаркара на создание художественного болливудского фильма «Calendar Girls», роль Малльи на экране сыграл индийский актёр Сухел Сетх.

## Личная жизнь
Виджай Маллья родился в конкани-говорящей брахманской семье в городе Бантвале (возле Мангалора) в штате Карнатака. Учился в Калькутте. Позже он начал вести бизнес в Дубае (ОАЭ).
Маллья был дважды женат. Его первая жена — Самира. Они имеют сына Сидхартху Виджая Маллью. Позже Маллья женился на Рекха. От второй жены он имеет двух дочерей — Леана Маллью и Таня Маллью и одного сына.

## Бизнес

### Пивоваренные заводы
Виджай Маллья является владельцем компании «United Breweries Group», владеющей пивным брендом «Kingfisher».

### Авиация

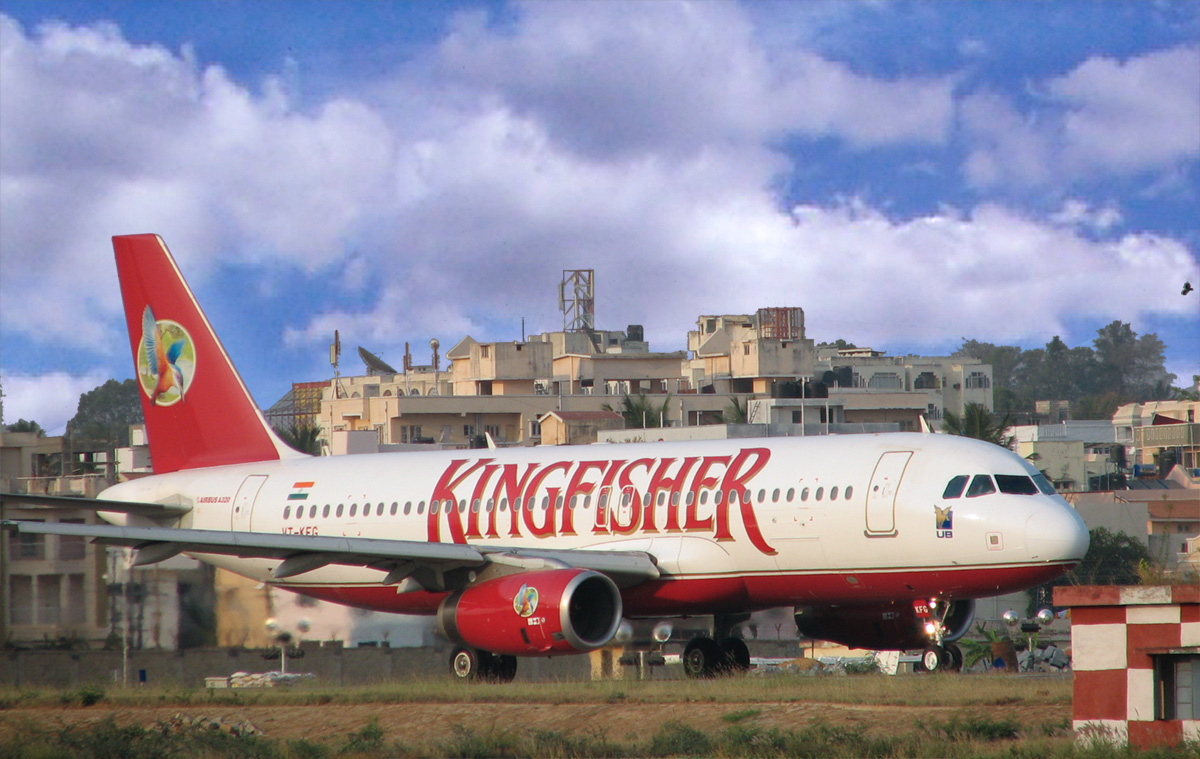
Airbus A320 авиакомпании Kingfisher Airlines.

В 2005 году Маллья основал Kingfisher Airlines. Самолёты этой авиакомпании летали в 32 города мира. Kingfisher Airlines приобрёл 26 % долю в индийской бюджетной авиакомпании Air Deccan, которую затем приобрёл полностью и переименовал в Kingfisher Red. После банкротства авиакомпании Индийское национальное агентство по борьбе с экономическими преступлениями (Enforcement Directorate), вызвало Виджея Малью на допрос в связи с делом по отмыванию денег через банк IDBI. Сам Малья на тот момент (март 2016 года) находился за пределами Индии.

## Спорт

### Формула-1
Основная статья: Force India.

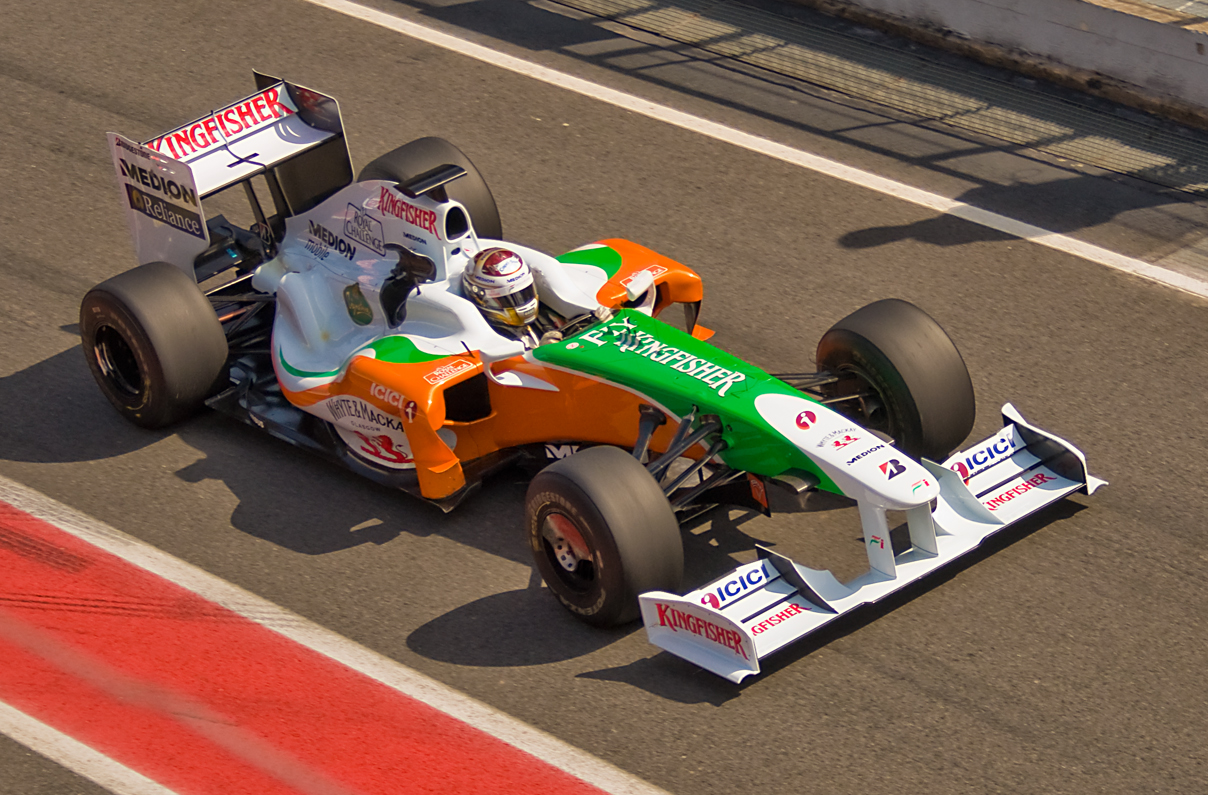
Болид команды Force India в году.

В 2007 году Маллья и семья Мол из Нидерландов купили команду Формулы-1 Spyker (бывший Jordan и Midland) за 88 млн евро. Команда изменила название на Force India («Сила Индии») с 2008 года.

## Политическая карьера
Маллья вступил в политику в 2000 году и заменил Субраманиана Свами в качестве президента Партии Джаната (Janata Party, Народной партии). Несмотря на активное продвижение через СМИ, его партия не выиграла ни одного места в ходе выборов в парламент штата Карнатака.

## Приобретения на аукционах
Виджай Маллья несколько раз выигрывал аукционы, на которых продавались предметы культурного наследия Индии. В 2004 году он приобрёл меч султана Мисора Типу за 175 тысяч фунтов стерлингов на аукционе в Лондоне. Меч был возвращён в Национальный музей Индии. В марте 2009 года Маллья приобрёл вещи Махатмы Ганди на аукционе в Нью-Йорке за 1,8 миллионов долларов США.